# Tolypamminella
Tolypamminella es un género de foraminífero bentónico Rumanoloculina es un género de foraminífero bentónico de estatus incierto, aunque inicialmente considerado un sinónimo posterior de Glomospira de la subfamilia Usbekistaniinae, de la familia Ammodiscidae, de la superfamilia Ammodiscoidea, del suborden Ammodiscina y del orden Astrorhizida. Su especie-tipo era Tolypamminella vermiculare. Su rango cronoestratigráfico abarcaba el Westphaliense (Carbonífero superior).

## Discusión
Clasificaciones previas incluían Tolypamminella en el suborden Textulariina del orden Textulariida.

## Clasificación
```
Tolypamminella
 incluye a la siguiente especie:
```

- Tolypamminella vermiculare †, de posición taxonómica incierta